# Optibelt
Arntz Optibelt Group, niemieckie przedsiębiorstwo z siedzibą w Höxter – do podstawowego zakresu działalności firmy należy rozwój, produkcja i sprzedaż pasów napędowych oraz kół pasowych, płyt i arkuszy z tworzyw sztucznych.
Grupa kapitałowa Optibelt posiada siedem zakładów produkcyjnych i 23 biur sprzedaży na całym świecie. Zatrudnia łącznie ponad 1600 pracowników.

## Struktura korporacji
W skład grupy Arntz Optibelt GmbH wchodzą Arntz Beteiligungs GmbH & Co KG (administracja i zarządzanie), Optibelt GmbH (27 międzynarodowych dystrybutornii) oraz Deutsche Keilriemen GmbH (7 zakładów produkcyjnych w kraju i zagranicą).

## Historia
Początki działalności sięgają 1872 roku, czyli przypadają na okres szybkiej industrializacji całych Niemiec, wtedy właśnie Emil Arntz założył małą fabrykę produkującą nici gumowe z siedzibą w Westfalii pod nazwą "Höxtersche Gummifädenfabrik“" , zakład zatrudniał wówczas zaledwie dziesięciu pracowników. Arntz wykorzystuje lukę rynkową i duże zapotrzebowanie w przemyśle na tego rodzaju wyroby, ale ostatecznie przegrywa z brytyjską konkurencją.
Mimo tego firma rozwija się szybko, asortyment produkowanych wyrobów dynamicznie poszerza się, w ofercie znajda się m.in. klocki hamulcowe, dywaniki, a nawet worki do przechowywania lodu. Z wyrobami dla protetyków osiąga swój pierwszy znaczący sukces i wkracza z nimi na rynki europejskie. Po śmierci Emila Arntza w 1909 roku, zarządzanie nad firmą przejmuje jego syn Richard, który zmodernizuje i kompleksowo rozbudowuje zakłady.
W roku 1959 kierownictwo nad firmą obejmie Arnulf Ummen, prawnuk założyciela. Pod jego zarządem zakład rozszerza swoją działalność, wprowadzając nowe technologie i otwierając biura sprzedaży w niemal każdym większym mieście NRF. Firma nawiązuje również wiele kontaktów handlowych z międzynarodowymi dystrybutorami dla swoich wyrobów.
W roku 1968 zostaje założony pierwszy zagraniczny zakład produkcyjny w Irlandii Północnej pod nazwą Arntz Belting Company Ltd. Zmiana orientacji sprzedażowej na międzynarodową wymusza nadanie nowej nazwy firmy. W roku 1975 „Höxtersche Gummifädenfabrik " zmienia nazwę na Arntz Optibelt KG.
W latach 1995 do 2010 roku, Grupa Arntz Optibelt tworzy zakłady produkcyjne w Irlandii, Chinach i Rumunii.
Według raportu powstałego na podstawie danych uzyskanych z ankiety wśród czytelników miesięcznika "Inżynieria i Utrzymanie Ruchu Zakładów Przemysłowych" pasy napędowe Optibelt były używane przez około 73% polskich respondentów.

## Wybrane produkty

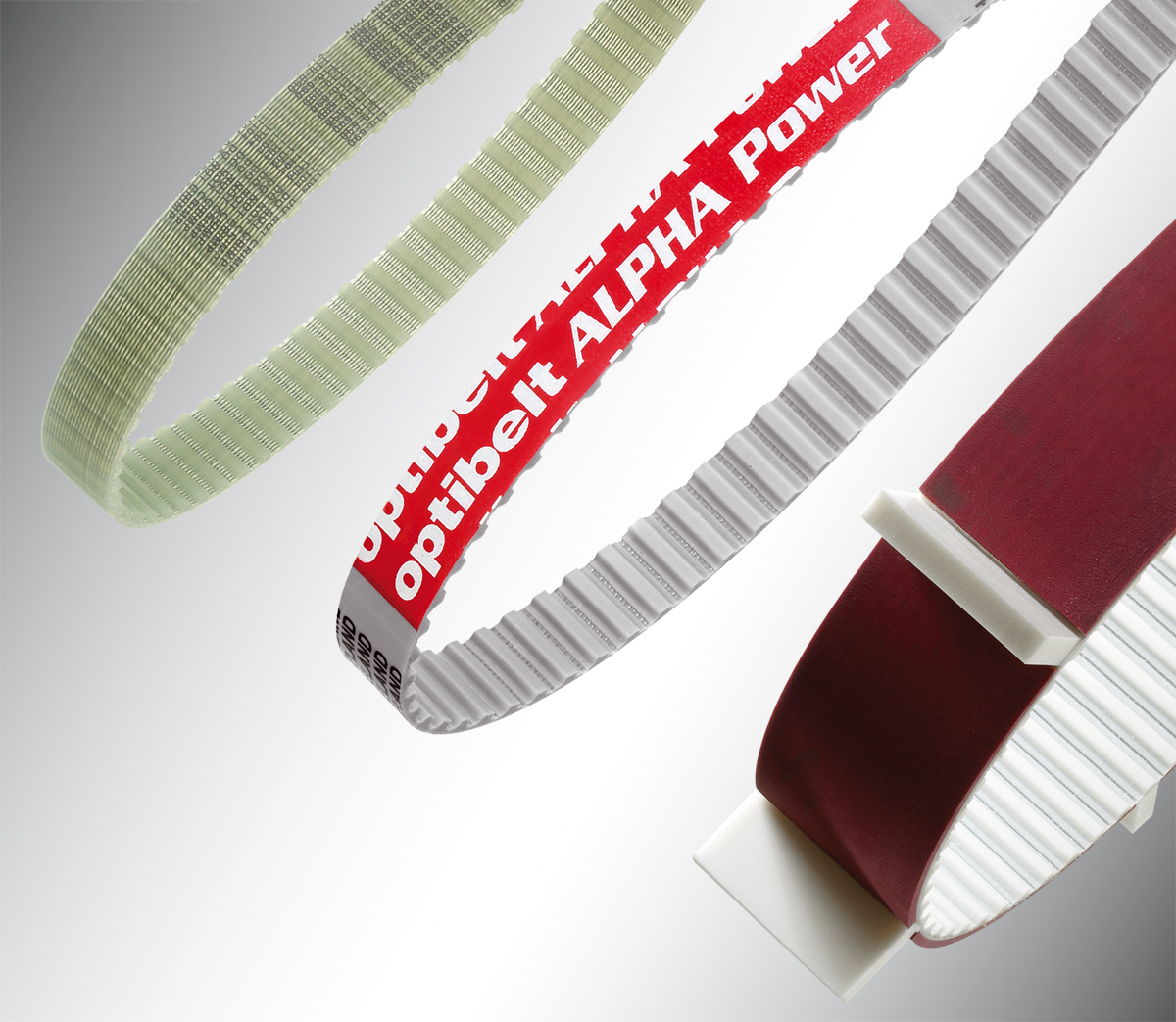
Optibelt Zahnriemen pasy zębate z poliuretanu
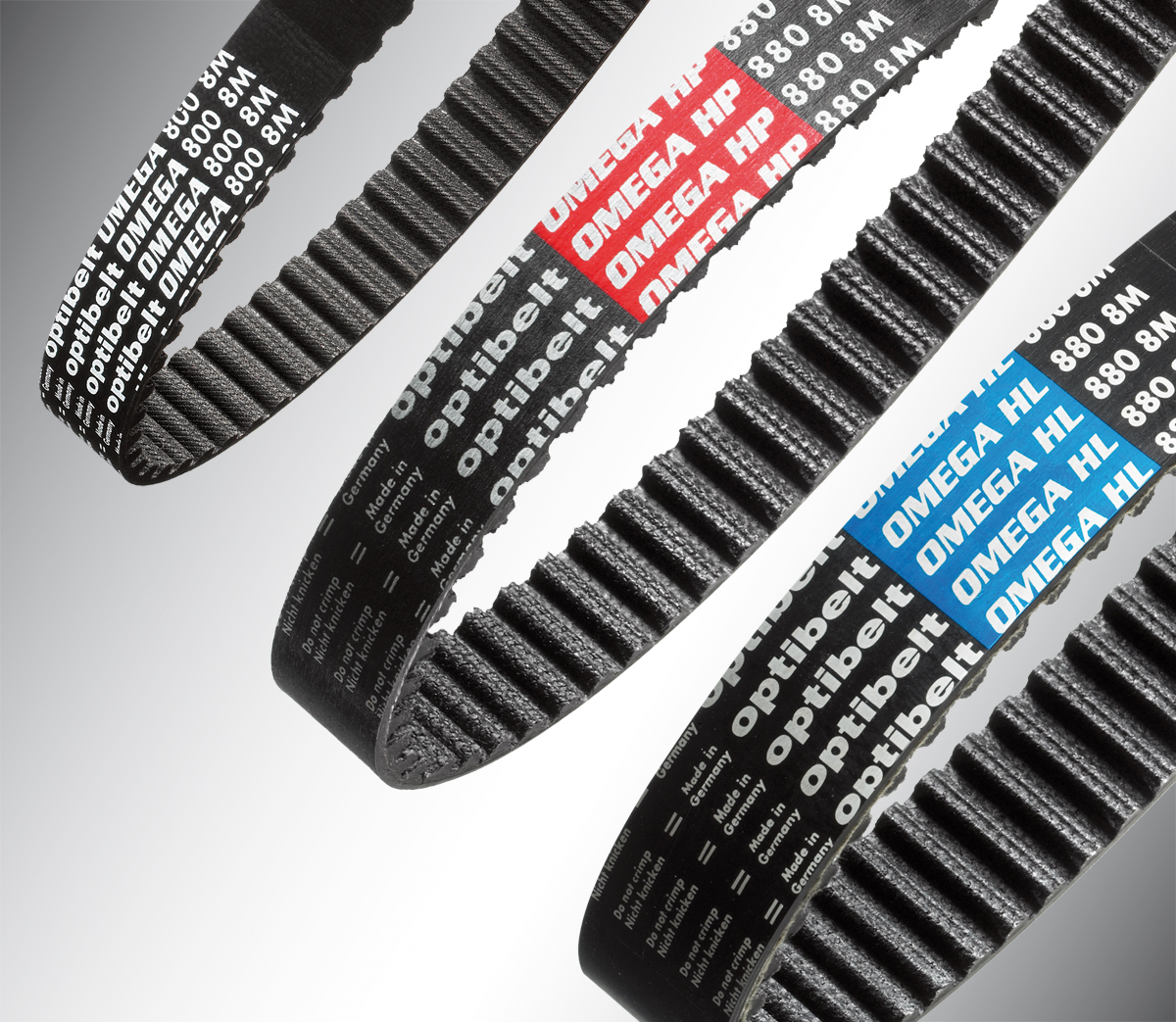
Optibelt Zahnriemen pasy zębate z kauczuku wulkanizowanego
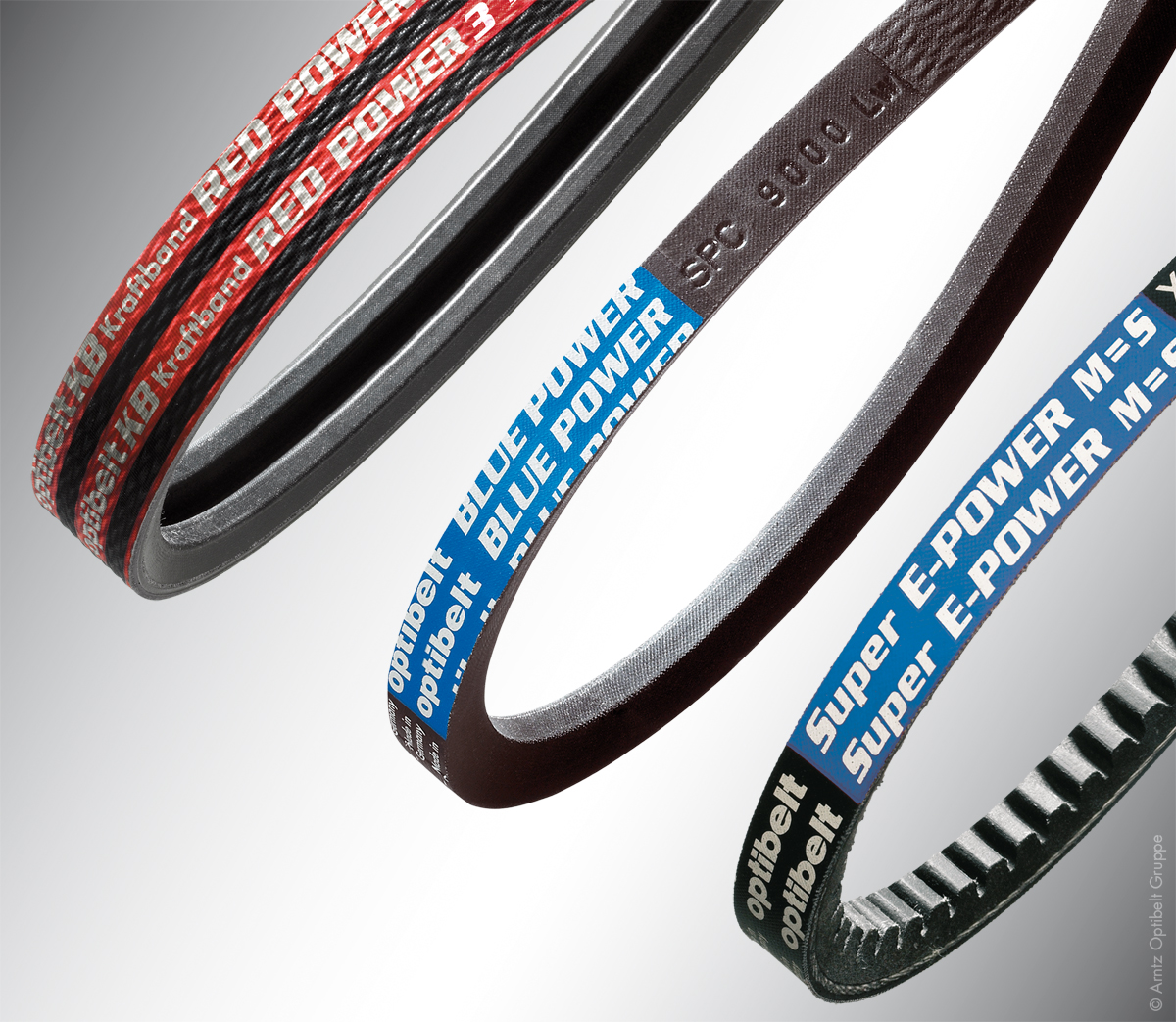
Optibelt Kraftbänder i Keilriemen – pasy zespolone i pasy klinowe